# 布兰登·英吉
查尔斯·布兰登·英吉（Charles Brandon Inge，1977年5月19日—出生于美国弗吉尼亚州林奇堡）曾是美国职棒大联盟的三垒手。
英吉是一位多功能的球员，除了守三垒外，还可以充当捕手和外野手。曾有体育作家称他为“超级工具人德尔维希”。

## 早年生活
英吉曾就读于林奇堡当地的布鲁克维尔高中，他参加学校的棒球队。毕业后进入弗吉尼亚联邦大学就读，当时他在球队中担任游击手和中继投手。1998年他被底特律老虎队选中。

## 大联盟生涯
在老虎队的前三个赛季，英吉主要担任捕手，但在打击方面不理想，打击率在2成上下徘徊。2004年球队签下了明星捕手伊凡·罗德里奎兹，英吉开始转任三垒手和外野手。
2005年开始英吉专职于三垒手，该赛季他先发159场，失误数（23次）、助杀数（378次）和双杀数（42次）在美联三垒手中排名第一。2006年他的助杀数更是达到了298次，打破了老虎队队史三垒手单赛季纪录，仅比大联盟三垒手纪录少了14次，排名全大联盟第五位。
从2004年开始英吉的打击有了明显的提高，特别是长打能力。2006年上半赛季英吉击出17支全垒打，在全队排名第一。
2008年随着明星三垒手米格尔·卡布瑞拉的到来，英吉开始充当起工具人的角色。他曾要求老虎队将他交易到一支他可以成为主力的球队，但球队拒绝了他的要求。
2009年英吉重回主力三垒手的位置。他开季连续24场上垒，是1976年以来老虎队最长的纪录。上半赛季他击出领先球队的21支全垒打，并且第一次入选全明星赛。他还参加了全垒打大赛，但未能击出一支全垒打，他也成为了历史上第八位未能在全垒打大赛上击出一支全垒打的球员。
2012年4月30日英吉被老虎隊交易到運動家隊。